# 1104
Cette page concerne l'année 1104  du calendrier julien. Pour l'année 1104 av. J.-C., voir 1104 av. J.-C.
L'année 1104 est une année bissextile qui commence un vendredi.

## Événements

### Proche-Orient
- 28 avril : Raymond de Saint-Gilles s’empare de Byblos (Gibelet) avec le Génois Hugues Embriaco[1].
- 7 mai : les Turcs battent les croisés à la bataille de Harran[2].
  - À peine libéré, Bohémond d'Antioche, allié à Baudouin d’Edesse, menacé par l’atabek de Mossoul et l’émir de Mardin, est battu près de Harran. Baudouin est fait prisonnier. Ridwan d’Alep prend Artah et d’autres places qui commandent le débouché sur la plaine d’Antioche, tandis que les Byzantins occupent les villes de Cilicie (Tarse, Mamistra et Adana), Laodicée et réclament Antioche aux croisés. Laissant la régence à Tancrède, Bohémond part en Occident susciter une nouvelle croisade qui serait dirigée contre les Byzantins « traîtres » à la cause chrétienne. L’expédition qu’il conduit en Grèce échoue devant Dyrrachion (1108)[2].
  - Tancrède gouverne le comté d’Édesse après la capture de Baudouin du Bourg (fin en 1108)[2].
- 26 mai : les croisés prennent Acre avec l’aide de la flotte génoise[1].
- 8 juin : à la mort de Duqâq de Damas, la principauté Saljûqide de Damas disparait au profit de l’atabek turc Tughtekin (ou Tughtegin, mort en 1128) qui fonde la dynastie des Burides (fin en 1154)[3].
- 12 septembre : le cadi de Tripoli Fakhr al-Mulk tente de prendre la citadelle du Mont-Pèlerin[4].

### Europe
- 30 juillet : le concile de Beaugency examine la situation matrimoniale du roi Philippe Ier de France et de Bertrade de Montfort, sans prendre de décision, malgré le soutien d’Yves de Chartres[5].

- 28 septembre : mort de Pierre Ier d’Aragon[6]. Début du règne d’Alphonse Ier « le Batailleur », roi d’Aragon et de Navarre (fin en 1134).
- 30 novembre : l’empereur Henri IV part en campagne contre le prince saxon Théodoric de Katlenburg qui a emprisonné Herman, burgrave de Magdebourg, et son neveu Hartwig[7]

- 2 décembre : le roi Philippe Ier de France et Bertrade de Montfort, accusés de bigamie, reçoivent l’absolution au concile de Paris après avoir fait leur pénitence ; ils continuent cependant à vivre ensemble et Bertrade conserve le titre de reine[8].
- 11 - 12 décembre : le fils de l’empereur, Henri, s’échappe de Fritzlar. Début d’une révolte en Germanie contre, menée par son fils Henri, appuyée par le pape Pascal II (fin en 1106)[7].

- Niels est proclamé roi du Danemark à Isefjord au détriment de son neveu Harald Kesja et après la mort de son frère Sven Svensson[9]. Il continue l’œuvre de son père Sven Estridsson. Le Danemark connaît vingt-cinq ans de paix. Niels organise l’administration centrale, nomme dans les régions des sortes de préfets (ombudsmœnd) et des jarls pour veiller à la sécurité des frontières.
- Gui de Rochefort devient sénéchal de France pour la seconde fois[10].
- Construction de l’Arsenal de Venise[11].

- La région du Thjórsardalr, au sud de l’Islande, colonisée à la fin du IXe siècle, est ravagée par l’éruption du volcan Hekla[12].